# Zamek w Łańcucie (Pileckich)
Zamek w Łańcucie – nieistniejący zamek na Wzgórzu Zamkowym (Łysa Góra), zwanym obecnie Wzgórzem Plebańskim w Łańcucie w Polsce. Zbudowany w XIV wieku w stylu gotyckim przez Ottona z Pilczy. Zamek zniszczony w XVII wieku.

## Historia
Początki zamku sięgają XIV wieku. Jego fundatorem był Otton z Pilczy, jeden z najważniejszych przedstawicieli rodziny Pileckich, założyciel Łańcuta. Z polecenia Kazimierza Wielkiego z zamku Otton z Pilczy jako starosta zarządzał Rusią Czerwoną. Córka Ottona Elżbieta z Pilczy została żoną króla Władysława Jagiełły, w związku z czym po jej śmierci w 1420 roku, zamek i miasto stały się prywatną własnością króla. Władysław Jagiełło spotkał się na zamku ze swoim kuzynem księciem Witoldem Kiejstutowiczem. Na zamku przebywali także królowie Kazimierz Jagiellończyk, Zygmunt Stary, Zygmunt Luksemburski. Zamek w 1502 roku dwukrotnie obronił się podczas najazdu Tatarów. Zamek przeszedł w 1586 roku od Anny Pileckiej (za długi) do Stanisława Stadnickiego. Zamek istniał do 1608 roku, gdy został spalony podczas wyprawy odwetowej Łukasza Opalińskiego, starosty leżajskiego. Po śmierci Stadnickiego w 1610 zamek był własnością jego synów, z których Stanisław Diabełek Stadnicki w 1626 roku sprzedał Łańcut wojewodzie Stanisławowi Lubomirskiemu, który nowy nowoczesny zamek wybudował w innym miejscu. Zamek Pileckich był przypuszczalnie w tym czasie już zrujnowany i wykorzystywany tylko częściowo, a całkowita jego destrukcja nastąpiła w 1657 roku w czasie potopu szwedzkiego. 
W XIX wieku w miejscu zamku zbudowano plebanię łańcuckiej fary.
Od 2011 roku teren zamku jest wpisany do rejestru zabytków.

## Architektura
Zamek zbudowano na wzgórzu zwanym Łysa Góra lub Wzgórze Plebańskie. Na podstawie wykopalisk archeologicznych wiadomo, że zamek był murowany i miał przypuszczalnie kształt czworoboczny. Budynki zbudowano wzdłuż murów z dziedzińcem pośrodku. Zamek miał co najmniej parter i jedno piętro.

## Badania archeologiczne
- 1960 rok, archeolog Antoni Kunysz (Muzeum Okręgowe w Rzeszowie), Aleksandra Gruszczyńska
- lata 80. XX wieku
- 2017 rok, archeolog Mirosław Mazurek (Instytut Archeologii Uniwersytetu Rzeszowskiego)